# 충주시·중원군 (1988년 선거구)
충주시·중원군은 대한민국의 옛 국회의원 선거구이다. 당시 충청북도 충주시와 중원군 지역을 관할했다.

## 역사
제13대 국회의원 선거를 앞두고 충주시·제천시·중원군·제원군·단양군 선거구에서 분리되면서 신설되었다.
1995년 1월, 충주시와 중원군이 통합되면서 통합 충주시가 출범하였다. 이에 제15대 국회의원 선거를 앞두고 충주시·중원군 선거구가 충주시 선거구로 개편되었다.

## 역대 국회의원
| 선거   | 정당 | 정당         | 의원   |
| ------ | ---- | ------------ | ------ |
| 1988년 |      | 신민주공화당 | 이종근 |
| 1992년 |      | 민주자유당   | 이종근 |

## 역대 선거 결과

### 대한민국 제13대 국회의원 선거
|  | 49.76% |

|  | 28.18% |

|  | 15.38% |

|  | 4.62% |

|  | 2.03% |

### 대한민국 제14대 국회의원 선거
|  | 33.16% |

|  | 30.52% |

|  | 17.19% |

|  | 16.89% |

|  | 2.21% |